# جوناثان بلانشارد
جوناثان بلانشارد (بالإنجليزية: Jonathan Blanchard)‏ هو قاضي ومحامي وسياسي أمريكي، ولد في 18 سبتمبر 1738 في الولايات المتحدة، وتوفي في 16 يوليو 1788. انتخب عضو مجلس ولاية نيوهامبشير.